# Xã East Cocalico, Quận Lancaster, Pennsylvania
Xã East Cocalico (tiếng Anh: East Cocalico Township) là một xã thuộc quận Lancaster, tiểu bang Pennsylvania, Hoa Kỳ. Năm 2010, dân số của xã này là 10.310 người.